# 2560 Siegma
2560 Siegma è un asteroide della fascia principale. Scoperto nel 1932, presenta un'orbita caratterizzata da un semiasse maggiore pari a 2,7490988 UA e da un'eccentricità di 0,0342673, inclinata di 5,93192° rispetto all'eclittica.